# 엘살바도르 콜론

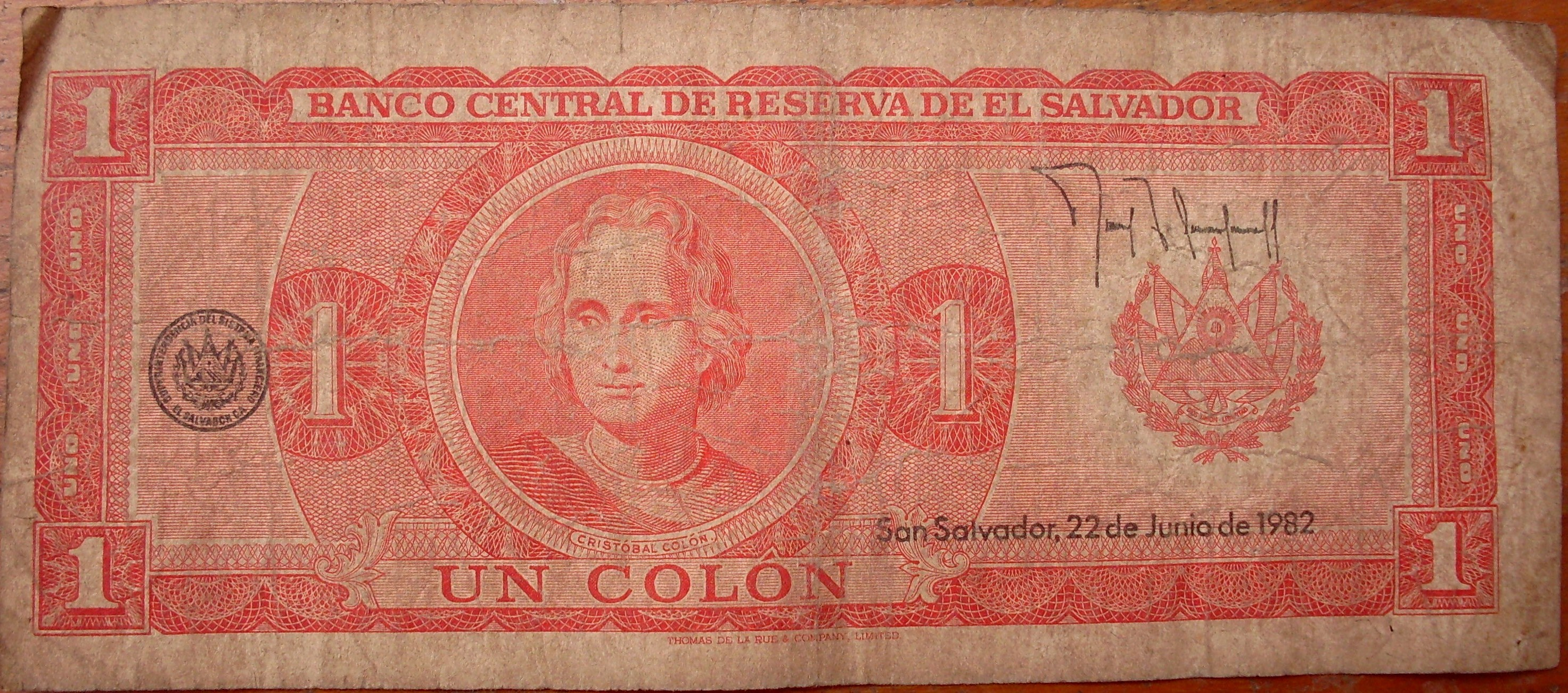

콜론(스페인어: colón, 복수형: colones)은 1892년부터 2001년까지 통용된 엘살바도르의 통화로 1 콜론은 100 센타보(centavos)로 나뉜다. "콜론"이라는 이름은 크리스토퍼 콜럼버스의 스페인어 표현인 "크리스토발 콜론"(Cristóbal Colón)에서 유래된 이름이다.
엘살바도르는 2001년 1월 1일에 미국 달러를 법정 통화로 지정하는 한편 미국 달러와의 교환 비율을 1 미국 달러 = 8.75 엘살바도르 콜론으로 정했다. 1, 2, 3, 5, 10, 25, 50 센타보, 1 콜론 동전과 5, 10, 25, 50, 100, 200 콜론 지폐가 통용되었다.